# Mark Strudal
Mark Agner Boecking Strudal (ur. 29 kwietnia 1968 w Glostrup) – były duński piłkarz występujący na pozycji napastnika.

## Kariera klubowa
Strudal zawodową karierę rozpoczynał w 1987 roku w klubie Hvidovre z 1. division. W sezonie 1987 spadł z nim do 2. division. Wówczas odszedł do zespołu Næstved, z którym w 1988 roku wywalczył wicemistrzostwo Danii. Na początku 1989 roku trafił do niemieckiej Borussii Dortmund. W Bundeslidze zadebiutował 18 lutego 1989 roku w wygranym 3:1 meczu z ekipą VfB Stuttgart. 20 maja 1989 roku w wygranym 4:2 pojedynku z Bayerem Uerdingen strzelił pierwszego gola w Bundeslidze. W tym samym roku zdobył z klubem Puchar RFN.
Latem 1989 roku Strudal przeszedł do szwajcarskiego Grasshoppers. W 1990 roku zdobył z nim mistrzostwo Szwajcarii oraz Puchar Szwajcarii. W 1991 roku ponownie zdobył z zespołem mistrzostwo Szwajcarii. W tym samym roku powrócił do Danii, gdzie został graczem zespołu Vejle. Był stamtąd wypożyczony do zespołów Næstved, FC København oraz Frem. Latem 1993 roku odszedł do Brøndby, z którym w 1995 roku wywalczył wicemistrzostwo Danii. W 1995 roku został również graczem ekipy Næstved. Latem 1996 roku przeszedł do greckiej Skody Ksanti, w której w barwach na początku 1997 roku zakończył karierę.

## Kariera reprezentacyjna
Strudal grał w kadrze Danii U-19 oraz U-21. W pierwszej reprezentacji Danii zadebiutował 18 maja 1988 roku w wygranym 3:0 meczu eliminacji Letnich Igrzysk Olimpijskich z Polską. 30 stycznia 1993 roku w zremisowanym 2:2 spotkaniu ze Stanami Zjednoczonymi strzelił pierwszego gola w zespole narodowym.
W 1995 roku został powołany do kadry na Puchar Konfederacji. Zagrał na nim w pojedynku z Arabią Saudyjską (2:0). Dania została natomiast triumfatorem tamtego turnieju. W latach 1988–1995 w drużynie narodowej Strudal rozegrał w sumie 9 spotkań i zdobył 3 bramki.